# Резенер, Фёдор Фёдорович
Фёдор Фёдорович Резенер (1825—1881) — российский педагог-гуманист, переводчик, публицист и благотворитель; директор ремесленного приюта созданного под патронажем «Общества для устройства в России земледельческих колоний и ремесленных приютов»; автор ряда учебников и пособий.

## Биография
Родился в 1825 году в Санкт-Петербурге. В раннем детстве он лишился родителей, и был отдан в Гатчинский сиротский институт. Тяжелое детство и суровая школа рано закалили характер Резенера, выработали из него сильного духом человека, всегда умевшего справиться с собой, способного идти упорно к намеченной цели, и ради идеи или убеждения доходить до самоотвержения. Рано пробудилась в нём и любознательность, перешедшая в неудовлетворимую жажду знаний. По окончании Сиротского института он, в числе лучших воспитанников, был принят в Петербургский университет на юридический факультет. Необыкновенные способности, даже при отсутствии достаточного свободного времени, которое уходило на добывание средств к жизни, дали ему возможность получить разностороннее университетское образование. Будучи студентом, Pезенер основательно изучил философию и, всегда интересовавшую его, историю педагогики. На 1-м курсе он, пожелав в английском оригинале прочитать какую-то книгу, захотел выучиться этому языку (немецким и французским он овладел еще в Сиротском институте) и, раздобыв английскую грамматику, лексикон и два Евангелия — русское и английское, он за два месяца, прочитав несколько раз английское евангелие, овладел языком настолько, что мог переводить для журнала сочинения Маколея, а впоследствии стал единственным в Российской империи переводчиком «Логики» Милля (англ. А System of Logic). 
В 1849 году Резенер окончил курс университета со званием действительного студента и поступил на военную службу, но, не чувствуя желания к этой службе, вышел в 1858 году в отставку. Стал жить на небольшой заработок от переводов в журналах. 
Появившееся в середине XIX века педагогическо-общественное движение захватило и Pезенера, и он принял деятельное участие в открывшемся тогда, под редакцией И. И. Паульсона, журнале «Учитель». Тогда же небольшим кружком — из студентов Петербургского университета и нескольких молодых людей, уже окончивших своё образование (в состав кружка входили: В. И. Струбинский, К. Д. Кавелин, П. В. Макалинский; морские офицеры: Д. К. Глинка, Старицкий, А. Н. Страннолюбский и Н. Н. Страннолюбский; вольнослушатель университета Н. М. Пальмин и студенты: Н. К. Вебер, Виньери, Н. А. Гомзин, В. П. Острогорский, А. Е. Скобельцын, В. М. Сорокин и А. Сперанский), было основано Василеостровское бесплатное училище. Случайно узнав о нём, он вскоре стал во главе кружка. Резенер привлёк к занятиям новых членов, привел собрания в систему и порядок и побудил членов более серьёзно приняться за подготовку к будущей деятельности. Сам Резенер знакомил кружок с теориями Руссо, Песталоцци, Дистервега и других. К теоретической части собраний присоединились изучение и составление отдельных методик и практические занятия. 
С 1859 по 1866 годы Резенер преподавал в Василеостровской школе. Материальная необеспеченность школы заставляла его выискивать, где только можно было, пожертвования деньгами, книгами и школьными вещами. Часто по ночам он сидел за переводами и статьями, с большими хлопотами доставал переводы другим членам кружка, редактировал эти переводы и с удивительной энергией отдавался заботам о том, чтобы пополнять скудный бюджет школы. Благодаря ему, школа скоро обогатилась многими учебниками, отличной библиотекой, состоявшей из лучшего, что являлось в литературе для детского чтения. 
Несмотря на недоверие общества к бесплатным школам, известность Василеостровской школы быстро росла, с разных сторон приезжали сюда учиться преподаватели и знакомиться со школой интеллигентные лица. Чиновники Министерства народного просвещения также посещали школу и с одобрением отзывались о ней. Школа быстро развивалась и ей приходилось несколько раз менять помещение. В 1860 году Резенер был избран, для придания единства школе и для определенного порядка, «постоянным лицом», как бы выборным инспектором. С 1866 года, с закрытием Василеостровской школы, и до 1869 года педагогическая деятельность Резенера на время прекратилась и в это время он почти исключительно занимался литературной деятельностью. 
В 1869 году Комитет «Общества для устройства в России земледельческих колоний и ремесленных приютов» (исправления малолетних преступников), наметив в лице Резенера будущего директора Приюта, командировал его за границу, с целью изучения способов исправления детей. Через год Pезенер, посетив прусские, саксонские, бельгийские, голландские и виртембергские исправительные заведения, возвратился из-за границы и представил о своем путешествии подробный отчёт. В 1871 году он был назначен директором ремесленного приюта. В уставе заведения был пункт, по которому одним из воспитательных средств должно быть «личное влияние директора», и Pезенер, считая этот пункт наиболее священным, буквально жил среди своих питомцев, не имея особой комнаты; одевался, как они, ел с ними за одним столом, перестал курить; был и воспитателем, и учителем, и работником, и даже товарищем игр и дальних прогулок питомцев, которые всегда сопровождал живыми рассказами из области естествознания. Даже жалованье своё почти всё он тратил на этих оступившихся детей, покупая им книжки, лакомства и игрушки, чтобы хоть чем-нибудь потешить их и сгладить для них отсутствие рядом близких родных людей. И дети любили его, как отца, были откровенны с ним, и самый лёгкий выговор его считали величайшим для себя наказанием. 
Члены комитета не раз ездили в колонию учиться у Pезенера и всегда выносили самое отрадное чувство. Но через три года, в 1873 году, Резенер по болезни, к крайнему своему сожалению, должен был оставить эту должность. В период времени с 1875 по 1878 год, зная плодотворное воздействие его на умы и сердца малолетних преступников, его несколько раз упрашивали поступить в воспитатели малолетнего отделения сперва тюремного замка, а потом Коломенской части, с самыми широкими правами в выборе себе помощников и способов исправления, с большим жалованьем, но он каждый раз, несмотря на крайнюю материальную нужду, отказывался, — потому что считал невозможным перевоспитать детей в тюремных стенах. За несколько лет до смерти Резенер стал старшим воспитателем в приюте Тименкова и Фролова на Выборгской стороне, откуда ушел вследствие вмешательства в его воспитательскую деятельность и неисполнения его разумных требований; затем министр народного просвещения Сабуров, имевший в виду дать со временем Резенеру достойное его, более широкое поле педагогической деятельности, назначил его учителем русского языка в Митавскую гимназию; но распущенность, неурядицы и враждебное отношение к нему сослуживцев, не дававшие ему работать сколько-нибудь разумно и добросовестно, заставили его через два-три месяца уйти из гимназии. 
Незадолго до смерти Фёдор Фёдорович Резенер получил место преподавателя педагогики в Тверской учительской женской семинарии, но вскоре у него проявилось психическое расстройство, как следствие постоянного переутомления и лишений; он был перевезен в Петербург, в Удельную больницу, и там через три месяца, 25 августа (6 сентября) 1881 года, скончался на 56 году жизни. 
Кроме учительской и литературной деятельности, Резенер был членом Санкт-Петербургского педагогического Общества и Комитета грамотности при Императорском Вольном Экономическом Обществе.